# غيورغي أدلسن-فالسكي
غيورغي ماكسيموفيتش أدلسن-فالسكي (بالعبرية: גאורגי אדלסון-ולסקי‏) (بالروسية:Георгий Максимович Адельсон-Вельский) ولد في (8 يناير 1922) هو عالم رياضيات ومعلوماتي سوفيتي (من أصل يهودي).
قام مع يافغيني ميخايلوفيتش لانديس عام 1962 بتطوير قاعدة البيانات أ ف ل-باوم في الإعلام الآلي، يعيش الآن في إسدود في إسرائيل.